# Karin Söder
Karin Ann-Marie Söder nata Bergenfur (Kil, 30 novembre 1928 – Täby, 19 dicembre 2015) è stata una politica svedese del Partito di Centro.
È stata la prima donna in Svezia a guidare un grande partito politico. Ha diretto il Partito di Centro svedese dal 1985 al 1987. È stata anche una delle prime donne ministro degli Esteri al mondo. 

## Biografia
Söder nacque a Frykerud nel comune di Kil, nella contea di Värmland. Dopo essersi diplomata alla scuola secondaria di Göteborg, studiò a Falun e lavorò come insegnante, prima a Värmland e successivamente a Täby, a nord di Stoccolma, dove fece parte del consiglio locale dal 1963 al 1971. Partecipò inoltre al Consiglio della Contea di Stoccolma dal 1969 al 1973. 
Nel 1971 venne eletta al Riksdag e ne fu deputata fino al 1991. Lo stesso anno diventò anche la seconda vice leader del Partito di Centro. Nel governo di centrodestra guidato dal primo ministro Thorbjörn Fälldin nel 1976, fu nominata ministro degli Affari Esteri, la prima donna a ricoprire tale incarico in Svezia. Il partito di Söder lasciò il governo nel 1978 a causa di un conflitto sull'energia nucleare e le succedette il liberale Hans Blix. Nel 1979 il Partito di Centro si riunì alla coalizione e Söder tornò al governo nel 1979 in qualità di ministro della sanità e degli affari sociali. Lo stesso anno venne promossa alla carica di primo vice leader del partito. Ricoprì la carica ministeriale fino a quando la coalizione di centrodestra perse le elezioni del 1982 con i socialdemocratici.
Nel 1985, quando Thorbjörn Fälldin si dimise dopo un'elezione infruttuosa, raggiunse il grado più alto nel suo partito e rendendolo il primo grande partito svedese guidato da una donna. Per motivi di salute lasciò la leadership del partito nel 1987, succeduta da Olof Johansson.
Durante i suoi anni in politica fu anche presidente di Save the Children Svezia dal 1983 al 1995 e presidente del Consiglio nordico negli anni 1984–1985 e 1989-1990. Fu anche membro di diversi consigli di amministrazione, tra cui Skandia e Wermlandsbanken, nonché del consiglio dell'Istituto reale di tecnologia. Nel 2003 firmò un articolo in cui esortava i suoi compagni a votare Sì al referendum per l'adozione dell'euro, opponendosi alla linea ufficiale del partito. 
Tra i suoi successi politici, Söder è maggiormente nota per la riforma del 1980 che varò la chiusura durante il sabato dei negozi di Systembolaget, il monopolio nazionale della vendita di bevande alcoliche. La legge rimase in vigore fino al 2001.
Söder morì a Täby nel 2015.